# Ichneumon vecors
Ichneumon vecors är en stekelart som beskrevs av Cresson 1877. Ichneumon vecors ingår i släktet Ichneumon och familjen brokparasitsteklar. Inga underarter finns listade i Catalogue of Life.